# Liste der Baudenkmäler in Poppenhausen (Unterfranken)
Auf dieser Seite sind die Baudenkmäler in der unterfränkischen Gemeinde Poppenhausen zusammengestellt. Diese Tabelle ist eine Teilliste der Liste der Baudenkmäler in Bayern. Grundlage ist die Bayerische Denkmalliste, die auf Basis des Bayerischen Denkmalschutzgesetzes vom 1. Oktober 1973 erstmals erstellt wurde und seither durch das Bayerische Landesamt für Denkmalpflege geführt wird. Die folgenden Angaben ersetzen nicht die rechtsverbindliche Auskunft der Denkmalschutzbehörde.

## Baudenkmäler nach Gemeindeteilen

### Poppenhausen
| Lage                                                                            | Objekt                                       | Beschreibung | Akten-Nr.      | Bild           |
| ------------------------------------------------------------------------------- | -------------------------------------------- | --- | -------------- | -------------- |
| Am Berglein; Kreuzung Altenfelderhofstraße (Standort)                           | Bildstock                                    | Abgefaster Vierkantpfeiler, Aufsatz mit Kreuzigungsgruppe und Stifterfiguren, seitlich Heilige, Sandstein, historistisch, 1629                             | D-6-78-168-96  | weitere Bilder |
| Bahnhofstraße 2 (Standort)                                                      | Wirtshausschild                              | Schmiedeeiserner Ausleger mit schwarzem Adler und Eichenlaub, um 1800                                                                                      | D-6-78-168-1   | BW             |
| Bergstraße 1 (Standort)                                                         | Bildstock                                    | Monolith, Vierkantiger Schaft mit Echterwappen, vierseitiger Aufsatz mit Relief des gekreuzigten Christus und Stifterpaar, bezeichnet „1598“ und „1573“    | D-6-78-168-97  | weitere Bilder |
| Brauhausgasse 2 (Standort)                                                      | Ehemalige Posthalterei, sogenanntes Posthaus | Zweigeschossiger Walmdachbau mit Fachwerkobergeschoss und Flügel, Sandsteinquader, mit Durchfahrt, um 1800                                                 | D-6-78-168-2   | weitere Bilder |
| Hauptstraße (Standort)                                                          | Mariensäule                                  | Sockel mit Voluten, gewundene Säule von Marienfigur bekrönt, 1760                                                                                          | D-6-78-168-6   | weitere Bilder |
| Nähe Hauptstraße (Standort)                                                     | Bildstock                                    | Gefaster Vierkantschaft mit übergiebeltem Aufsatz, Reliefs der Kreuzigung und der Heiligen Jakob und Petrus, bezeichnet „1553“                             | D-6-78-168-120 | weitere Bilder |
| Hauptstraße 14 (Standort)                                                       | Villa Werner                                 | Zweigeschossiger Mansardwalmdachbau, Risalit mit Ziergiebel, Jugendstil, bezeichnet „1908“                                                                 | D-6-78-168-3   | weitere Bilder |
| Hauptstraße 14 (Standort)                                                       | Zugehörige Einfriedung                       | Mit rundbogiger Pforte, Sandstein | D-6-78-168-3   | weitere Bilder |
| Hauptstraße 56 (Standort)                                                       | Wohnhaus                                     | Zweigeschossiger giebelständiger Halbwalmdachbau mit Fachwerkobergeschoss, zweite Hälfte 19. Jahrhundert                                                   | D-6-78-168-4   | Wohnhaus       |
| Hauptstraße 63 (Standort)                                                       | Katholische Pfarrkirche St. Jakob            | Chorturmkirche, Turm mit Spitzhelm, 1517, Langhaus mit Satteldach und barocker Westfassade, 1743, erweitert und umgebaut 1953; mit Ausstattung             | D-6-78-168-5   | weitere Bilder |
| Hauptstraße 107; zwischen Poppenhausen und Kronungen (Standort)                 | Chaussee-Abschnitt                           | Mit Wasserdurchlässen, Begrenzungspollern aus Sandstein, Obstbäumen, um 1785                                                                               | D-6-78-168-99  | weitere Bilder |
| Hauptstraße 107 (Standort)                                                      | Weidenmühle                                  | Zweigeschossiger Satteldachbau, bezeichnet „1772“, im Kern um 1600, Obergeschoss mit Hausfigur, sowie Mühlentrakt, zweite Hälfte 19. Jahrhundert           | D-6-78-168-98  | weitere Bilder |
| Hauptstraße 107 (Standort)                                                      | Weidenmühle, Fachwerkscheune                 | Eckpfeiler mit Reliefs, 1764 | D-6-78-168-98  | weitere Bilder |
| Hauptstraße 107 (Standort)                                                      | Weidenmühle, Kellerhaus                      | 1794 | D-6-78-168-98  | BW             |
| Hauptstraße 107 (Standort)                                                      | Weidenmühle, Stall                           | Sandsteinquader, 1873 | D-6-78-168-98  | BW             |
| Hauptstraße 107 (Standort)                                                      | Weidenmühle, Back-/Waschhaus                 | 18. Jahrhundert | D-6-78-168-98  | weitere Bilder |
| Hauptstraße 107 (Standort)                                                      | Weidenmühle, Hofpforte                       | 1809 | D-6-78-168-98  | BW             |
| Maibacher Straße 8; in die Giebelfassade eingemauert (Standort)                 | Bildstockköpfe                               | Einer Heiliger Georg und einer mit Maria mit Kind, Sandstein, 19. Jahrhundert                                                                              | D-6-78-168-7   | weitere Bilder |
| Maibacher Straße 13; in die Scheunenwand eingemauert (Standort)                 | Bildstockaufsatz                             | Mit Relief des Gekreuzigten und Stifterfiguren, Inschriftenkartusche, Sandstein, Rokoko, Mitte 18. Jahrhundert                                             | D-6-78-168-8   | weitere Bilder |
| Nähe Maibacher Straße; an der Großmannsbrücke, Ortsausgang nach Hain (Standort) | Kreuzschlepper                               | Freifigur auf dem Brückengeländer, Sandstein, 18. Jahrhundert                                                                                              | D-6-78-168-14  | weitere Bilder |
| Rhönstraße 12, am Ortsausgang zur B 19 (Standort)                               | Wegkreuz                                     | Kruzifix auf gebauchtem Sockel mit Nischenaufbau für eine Monstranz, bezeichnet „1801“                                                                     | D-6-78-168-15  | weitere Bilder |
| Obere Straße (Standort)                                                         | Bildstock                                    | Niedriger Quadersockel mit Säule, Aufsatz mit Kreuzigung und Marienfigur, 17. Jahrhundert                                                                  | D-6-78-168-11  | weitere Bilder |
| Obere Straße 2, in die Hauswand eingelassen (Standort)                          | Prozessionsaltar                             | Relief der Vierzehn Heiligen in Arkade, bekrönt von Pietà, Sandstein, bezeichnet „1764“                                                                    | D-6-78-168-9   | weitere Bilder |
| Obere Straße 9 (Standort)                                                       | Wohnhaus, sogenanntes Löwenhaus              | Zweigeschossiger Halbwalmdachbau mit Sandsteinquadererdgeschoss und Fachwerkobergeschoss, zwei Löwenfiguren, bezeichnet „1755“                             | D-6-78-168-10  | weitere Bilder |
| Obere Straße 36 (Standort)                                                      | Bildstock                                    | Vierkantschaft mit zweiseitigem Aufsatz, bezeichnet „1693“                                                                                                 | D-6-78-168-12  | BW             |
| Obere Straße 48; im Friedhof (Standort)                                         | Kreuzkirche                                  | Kleiner Satteldachbau aus verputztem Bruchsteinmauerwerk mit Chorturm mit Spitzhelm, im Kern spätromanisch, Langhaus mit Satteldach, nachgotisch verändert | D-6-78-168-13  | weitere Bilder |
| Steinbrücke (Standort)                                                          | Bildstock                                    | Sockel mit rundem Schaft, zweiseitiger Aufsatz, Kreuzigung und Seitenfiguren, rückwärtige Inschrift, bezeichnet „1621“                                     | D-6-78-168-114 | weitere Bilder |

### Hain
| Lage                                                                                   | Objekt                               | Beschreibung                                                                                      | Akten-Nr.      | Bild           |
| -------------------------------------------------------------------------------------- | ------------------------------------ | ------------------------------------------------------------------------------------------------- | -------------- | -------------- |
| Am Meistersholz 7 (Standort)                                                           | Heiliger Joseph                      | Freifigur auf einem Sockel, Sandstein, bezeichnet „1888“                                          | D-6-78-168-100 | weitere Bilder |
| An der Linde (Standort)                                                                | Bildstock                            | Runder Schaft mit zweiseitigem Aufsatz und Bekrönungskreuz, Kreuzigung, 1711                      | D-6-78-168-19  | weitere Bilder |
| Beim Brücklein; Straße nach Ebenhausen (Standort)                                      | Wegkreuz                             | Kruzifix auf Sockel, Sandstein, 1891                                                              | D-6-78-168-22  | weitere Bilder |
| Im Werntal (Standort)                                                                  | Tabernakelbildstock                  | Relief mit heiliger Familie und Vierzehnnothelfern, Sandstein, 1737                               | D-6-78-168-17  | weitere Bilder |
| Im Werntal, gegenüber Nr. 22 (Standort)                                                | Bildstock                            | Niedriger Sockel mit rundem Schaft, Aufsatz mit Kreuzigung und eisernem Bekrönungskreuz, 1700     | D-6-78-168-20  | weitere Bilder |
| Im Werntal; beim Friedhof (Standort)                                                   | Bildstock                            | Sockel mit polygonalem Schaft, Aufsatz mit Kreuzigung, neugotisch, bezeichnet „1877“              | D-6-78-168-21  | weitere Bilder |
| Im Werntal 26, eingemauert (Standort)                                                  | Relief mit Figur des heiligen Petrus | 19. Jahrhundert                                                                                   | D-6-78-168-16  | weitere Bilder |
| Nähe Kreisstraße SW 20, Straße nach Hain, vor Ortsausgang rechts Roter Berg (Standort) | Bildstock                            | Gefaster Vierkantschaft mit zweiseitigem Aufsatz, Kreuzigung und Seitenfiguren, bezeichnet „1623“ | D-6-78-168-23  | weitere Bilder |
| St.-Ägidius-Straße 7 (Standort)                                                        | Katholische Filialkirche St. Ägidius | Chorturmkirche, Turm 17. Jahrhundert, Langhaus 1870; mit Ausstattung                              | D-6-78-168-18  | weitere Bilder |
| St.-Ägidius-Straße 7 (Standort)                                                        | Kirchhofmauer                        |                                                                                                   | D-6-78-168-18  | weitere Bilder |
| Steinerner Weg (Standort)                                                              | Sühnekreuz                           | Mit Darstellung einer Schere und einer Beilklinge, Sandstein, 15./16. Jahrhundert                 | D-6-78-168-126 | weitere Bilder |

### Kronungen
| Lage                                                                            | Objekt                                                | Beschreibung | Akten-Nr.      | Bild           |
| ------------------------------------------------------------------------------- | ----------------------------------------------------- | --- | -------------- | -------------- |
| Am Maibacher Weg (Standort)                                                     | Feldkreuz                                             | Kruzifix auf Tischsockel, Sandstein, bezeichnet „1848“ | D-6-78-168-43  | BW             |
| Am Tor (Standort)                                                               | Bildstock                                             | Sockel mit rundem Schaft und zweiseitigem Aufsatz, Kreuzigung, bezeichnet „1694“ | D-6-78-168-45  | BW             |
| Am Heißhügel (Standort)                                                         | Bildstock                                             | Mit Kreuzigung, 1693; | D-6-78-168-40  | weitere Bilder |
| Kirchgasse, hinter dem Kirchhof (Standort)                                      | Bildstock                                             | Tischsockel, runder gedrehter Schaft mit Weinranken, Aufsatz mit Kreuzigung, um 1700 | D-6-78-168-34  | weitere Bilder |
| St.-Sebastian-Straße (Standort)                                                 | Bildstock                                             | Runder Schaft mit zweiseitigem Aufsatz, Kreuzigung und heiliger Maria, bezeichnet „1705“ | D-6-78-168-24  | weitere Bilder |
| Kützberger Straße 5, beim Kindergarten (Standort)                               | Bildstock                                             | Monolith mit vierseitigem Aufsatz, bezeichnet „1578“ | D-6-78-168-36  | weitere Bilder |
| Kützberger Straße 5, in der Aussegnungshalle im Friedhof (Standort)             | Bildstockaufsatz                                      | Sandstein, 1721 | D-6-78-168-25  | BW             |
| Kützberger Straße 5, Nähe An der Eller (Standort)                               | Friedhofskreuz                                        | Sandstein, um 1850 | D-6-78-168-37  | weitere Bilder |
| Kützberger Straße 5 (Standort)                                                  | Kreuzwegstationen                                     | Retabel mit Relief auf Sandsteinsockeln, in Friedhofsmauer integriert, um 1850 | D-6-78-168-37  | weitere Bilder |
| Nähe An der Eller, vor dem Friedhof (Standort)                                  | Bildstock                                             | Sandstein, 1734, Aufsatz mit Kreuzigung und Heiligen Stephanus und Paulus, 1611 | D-6-78-168-38  | weitere Bilder |
| Nähe Stegsgasse, an der früheren Stegsbrücke (Standort)                         | Bildstock                                             | Monolith, Aufsatz mit Giebel und Kreuzigung, 16./17. Jahrhundert | D-6-78-168-33  | weitere Bilder |
| Nähe St.-Sebastian-Straße; Nähe An der Eller, Ecke Kützberger Straße (Standort) | Prozessionsbildstock                                  | Sockel mit vier Säulchen getragenem Dach, Retabel mit Relief der heiligen Familie, 1741 | D-6-78-168-32  | BW             |
| Schloßgasse 24 (Standort)                                                       | Ehemaliges Schloss                                    | Zweigeschossiger Walmdachbau mit geohrten Fensterrahmungen, über dem Eingang Wappen des Klosters Neustadt am Main und des Abtes Bernhard Krieg, darüber Nische mit Marienfigur, bezeichnet „1735“ | D-6-78-168-26  | weitere Bilder |
| Schloßgasse 24 (Standort)                                                       | Ehemaliges Schloss, Scheune und Wirtschaftsgebäude    | 18. Jahrhundert | D-6-78-168-26  | BW             |
| Schloßgasse 22 (Standort)                                                       | Ehemaliges Schloss, zum Schloss gehöriges Wohngebäude | Dreigeschossiger giebelständiger Krüppelwalmdachbau mit Fachwerkobergeschoss, nachgotisch, um 1600                                                                                                | D-6-78-168-26  | weitere Bilder |
| Schloßgasse 22 (Standort)                                                       | Ehemaliges Schloss, Sandsteinpforte                   | Rundbogig, nachgotisch | D-6-78-168-26  | weitere Bilder |
| Schloßgasse 24 (Standort)                                                       | Ehemaliges Schloss, ummauerter Garten                 | | D-6-78-168-26  | weitere Bilder |
| Stegwiesen; Schlossgasse, an der Wernbrücke (Standort)                          | Bildstock                                             | Gemauerter Sockel und gekürzter Schaft, Aufsatz mit Kreuzigung, 1676 | D-6-78-168-44  | weitere Bilder |
| Steinbruch (Standort)                                                           | Prozessionsaltar, sogenannte Weiße Marter             | Sockel mit seitlichen Voluten und Inschriftenkartusche, Aufsatz mit Relief des heiligen Franz Xaver und Heiliger Dreifaltigkeit, bezeichnet „1777“                                                | D-6-78-168-39  | BW             |
| Storchmühlenweg 1 (Standort)                                                    | Bildstock                                             | Sockel mit Inschrift, Säule mit Cherubim, Aufsatz mit Kreuzigungsgruppe, Sandstein, bezeichnet „1736“                                                                                             | D-6-78-168-110 | weitere Bilder |
| St.-Sebastian-Straße 2; hinter dem alten Schulhaus (Standort)                   | Prozessionsaltar                                      | Geschwungene Tischplatte mit stelenartigem Aufsatz und Pietà, um 1730 | D-6-78-168-35  | weitere Bilder |
| St.-Sebastian-Straße 2 (Standort)                                               | Ehemaliges Schulhaus                                  | Zweigeschossiger, giebelständiger Satteldachbau mit Staffelgiebel, 1868 | D-6-78-168-27  | weitere Bilder |
| St.-Sebastian-Straße 4 (Standort)                                               | Kath. Pfarrkirche St. Laurentius                      | Chorturmkirche, Turm 1603, Langhaus neugotisch, 1866–67; mit Ausstattung | D-6-78-168-28  | weitere Bilder |
| St.-Sebastian-Straße 4 (Standort)                                               | Reste der Kirchhofmauer                               | Mit eingemauertem Bildstockkopf von 1792 | D-6-78-168-28  | weitere Bilder |
| St.-Sebastian-Straße 9 (Standort)                                               | Hoftor                                                | Pfeiler mit gotischen und korinthischer Ornamentik und Aufsätzen, historistisch, um 1875 | D-6-78-168-29  | weitere Bilder |
| St.-Sebastian-Straße 11 (Standort)                                              | Gasthof zum Grünen Baum                               | Zweigeschossiger traufständiger Halbwalmdachbau mit rundbogiger Durchfahrt, 1805 | D-6-78-168-30  | weitere Bilder |
| St.-Sebastian-Straße 17 (Standort)                                              | Heiligenfigur                                         | Christus am Ölberg mit Engel, gebauchter Sockel, Sandstein, Rokoko, zweite Hälfte 18. Jahrhundert                                                                                                 | D-6-78-168-31  | weitere Bilder |
| Weinberg; östlich der B 19 am Weinbergweg unterhalb Heißhügel (Standort)        | Kreuzschlepper                                        | Sandsteinfigur, 18. Jahrhundert | D-6-78-168-42  | weitere Bilder |
| Weinberg, östlich der B 19, am Berg (Standort)                                  | Vierzehn-Heiligen-Kapelle                             | Sandsteinquaderbau mit Satteldach und stichbogigen Öffnungen, 1890 | D-6-78-168-41  | BW             |

### Kützberg
| Lage | Objekt                              | Beschreibung | Akten-Nr.      | Bild           |
| --- | ----------------------------------- | --- | -------------- | -------------- |
| Am Gänsberg 24 (Standort) | Hoftor                              | Mit Radabweisern und reich dekorierter Fußgängerpforte, diese mit Vasenaufsätzen und Heiligenfigur, bezeichnet „1840“                                                        | D-6-78-168-46  | weitere Bilder |
| Am Marienberg (Standort) | Lourdesgrotte                       | Tuffsteingrotte mit Marienfigur, 1894, daneben Gedenkinschrift „Maria hat geholfen“ (der Überlieferung nach für die aus Kriegsgefangenschaft zurückgekehrten Soldaten), 1954 | D-6-78-168-136 | BW             |
| Am Geiersbrunnen; Am Gänsberg; Kronunger Straße; Obbacher Straße; Oberwerrner Straße; St.-Michael-Straße; Sulzthaler Straße; vor der Kirche (Standort) | Bildstock                           | Tischsockel mit vierkantigem Schaft, korinthischem Kapitell und zweiseitigem Aufsatz, heiliger Georg und Kreuzigung, um 1800                                                 | D-6-78-168-54  | weitere Bilder |
| Am Schleifweg; an der Straße nach Obbach (Standort) | Kreuzschlepper                      | Mit römischem Soldaten, Freifigur auf Säule und Sockel, Sandstein, bezeichnet „1741“                                                                                         | D-6-78-168-57  | weitere Bilder |
| Am Steinbruch 36 (Standort) | Bildstock                           | Würfelförmiger Sockel mit rundem Schaft und zweiseitigem Aufsatz, Heilige Familie und Kreuzigung, bezeichnet „1747“                                                          | D-6-78-168-55  | BW             |
| Bieg; an der Straße nach Oberwerrn/SW Weg (Standort)                                                                                                   | Bildstock                           | Schaft mit Inschrift, Abfasungen mit Kannelur, bezeichnet „1625“, Aufsatz mit Kreuzigung, um 1700                                                                            | D-6-78-168-58  | BW             |
| Kronunger Straße; an der Straße nach Kronungen (Standort)                                                                                              | Bildstock                           | Monolith mit vierseitigem Aufsatz und Julius-Echter-Wappen, bezeichnet „1615“                                                                                                | D-6-78-168-59  | weitere Bilder |
| Kronunger Straße 14 (Standort) | Friedhofskreuz                      | Bezeichnet „1837“ | D-6-78-168-60  | weitere Bilder |
| Kronunger Straße 14 (Standort) | Kreuzwegstationen                   | Sandsteinädikulen mit Gipsreliefs, 1859 | D-6-78-168-60  | BW             |
| Mittelfeld (Standort) | Feldkreuz, sogenanntes Rotes Kreuz  | Um 1860 | D-6-78-168-62  | BW             |
| Obbacher Straße 2 (Standort) | Hoftor                              | Fußgängerpforte mit reichdekoriertem Sturz, bekrönt mit Vasen und Figur des heiligen Michael, 1838                                                                           | D-6-78-168-47  | weitere Bilder |
| Pfutschgraben; links der Straße nach Kronungen (Standort)                                                                                              | Bildstock                           | Sockel mit Säule, Aufsatz mit 14 Nothelfern und heiligem Georg, 1747 | D-6-78-168-101 | Bildstock      |
| St.-Michael-Straße 1 (Standort) | Katholische Pfarrkirche St. Michael | Saalbau mit Chorturm, Turm 1600, Langhaus 1832; mit Ausstattung | D-6-78-168-49  | weitere Bilder |
| St.-Michael-Straße 1 (Standort) | Reste der Kirchhofmauer             | 17./18. Jahrhundert | D-6-78-168-49  | BW             |
| St.-Michael-Straße 1 (Standort) | Gadenkeller                         | Einer bezeichnet „1597“ | D-6-78-168-49  | BW             |
| St.-Michael-Straße 7 (Standort) | Fußgängerpforte                     | Reich ornamentiert, biedermeierlich, bezeichnet „1840“ | D-6-78-168-50  | BW             |
| St.-Michael-Straße, vor Nr. 13 (Standort) | Prozessionsaltar                    | Sandstein, mit Baldachin und Engeln, Relief einer Monstranz und Figur des heiligen Lukas, Spätbarock, bezeichnet „1742“                                                      | D-6-78-168-111 | weitere Bilder |
| Sulzthaler Straße, bei Nr. 1 (Standort) | Prozessionsaltar                    | Sockel mit Baldachin mit Relief der Auferstehung Christi, neubarock, bezeichnet „1904“                                                                                       | D-6-78-168-53  | weitere Bilder |
| Sulzthaler Straße 4 (Standort) | Bauernhaus                          | Zweigeschossiger giebelständiger Halbwalmdachbau mit genuteten Ecklisenen und Geschossgesims, spätklassizistisch, bezeichnet „1845“                                          | D-6-78-168-52  | BW             |
| Warte; westlich des Ortes, auf der Höhe (Standort) | Wartturm                            | Rundturm aus Bruchsteinmauerwerk, spätmittelalterlich (1596 ersterwähnt) | D-6-78-168-56  | weitere Bilder |

### Maibach
| Lage                                                                           | Objekt                             | Beschreibung | Akten-Nr.      | Bild             |
| ------------------------------------------------------------------------------ | ---------------------------------- | --- | -------------- | ---------------- |
| Am Kronunger Weg (Standort)                                                    | Bildstock                          | Sockel mit Säule, Aufsatz mit Pietà in einer Muschelnische, Renaissance, bezeichnet „1695“ | D-6-78-168-117 | BW               |
| Am Röhrenbrunnen; auf der Mauer am Löschwasserteich (Standort)                 | Kreuzschlepper                     | 19. Jahrhundert | D-6-78-168-73  | weitere Bilder   |
| An der Holzhäuser Straße (Standort)                                            | Friedhofskreuz                     | Sandsteinkruzifix, erste Hälfte 19. Jahrhundert | D-6-78-168-74  | weitere Bilder   |
| An der Holzhäuser Straße (Standort)                                            | Kreuzwegstationen                  | Sockel mit Medaillon, segmentbogige Aufsätze mit Reliefs, 1839 | D-6-78-168-74  | weitere Bilder   |
| Dorfstraße 9 (Standort)                                                        | Bildstockaufsatz                   | Mit Relief der Kreuzigung und den Vierzehn Heiligen, bekrönt von Figur der Immaculata, 18. Jahrhundert | D-6-78-168-63  | Bildstockaufsatz |
| Dorfstraße 10 a (Standort)                                                     | Wirtshausschild                    | Ausleger mit Doppeladler, Wein und Eichenlaub, klassizistische Schmiedeeisenarbeit, bezeichnet „1828“ | D-6-78-168-64  | Wirtshausschild  |
| Dorfstraße 11 (Standort)                                                       | Ehemaliges Rathaus                 | Zweigeschossiger Krüppelwalmdachbau mit verputztem Fachwerkobergeschoss, 17. und zweite Hälfte 19. Jahrhundert | D-6-78-168-102 | weitere Bilder   |
| Dorfstraße 12 (Standort)                                                       | Bauernhaus                         | Zweigeschossiger giebelständiger Satteldachbau mit verputztem Fachwerkobergeschoss, 18. Jahrhundert | D-6-78-168-65  | weitere Bilder   |
| Dorfstraße 12 (Standort)                                                       | Überdachte Einfriedung             | Mit Hoftor und rundbogiger Pforte, frühes 18. Jahrhundert | D-6-78-168-65  | weitere Bilder   |
| Dorfstraße 12 (Standort)                                                       | Sandsteinkruzifix                  | Mit hohem Sockel mit Schmiedeeisenbrüstung, neugotisch, bezeichnet „1880“ | D-6-78-168-66  | weitere Bilder   |
| Erlesweinberge; am „Hainer Weg“ (Standort)                                     | Säulenbildstock                    | Rundbogiger Aufsatz, Relief Kruzifix mit heiligem Petrus und Paulus, seitlich Fruchtgebinde, Rückseite mit Inschrift, Bogen mit Voluten, bezeichnet „1690“                                                            | D-6-78-168-112 | weitere Bilder   |
| Hambacher Pfad 1; nahe Friedhof. (Standort)                                    | Wegkapelle                         | Mit Christus an der Martersäule auf geschwungenem Sockel, 1766 | D-6-78-168-75  | weitere Bilder   |
| Hamberg; an der alten Straße (Standort)                                        | Wegkreuz                           | Sandstein, 1845, Corpus Betonguss, expressionistisch, von Theo Diel, 1964 | D-6-78-123-19  | weitere Bilder   |
| Kirchweg 6 (Standort)                                                          | Katholische Pfarrkirche St. Kilian | Einheitlicher Saalbau, Langhaus mit Satteldach, eingezogenem Chor und seitlichem Chorturm mit Spitzhelm, 1613–17 | D-6-78-168-67  | weitere Bilder   |
| Kirchweg 6 (Standort)                                                          | Kirchhofmauer                      | 17. Jahrhundert, mit eingemauertem Bildstock, Säule mit Engelskopf, 18. Jahrhundert | D-6-78-168-67  | Kirchhofmauer    |
| Kirchweg 8 (Standort)                                                          | Pfarrhaus                          | Zweigeschossiger Bau mit einseitig abgewalmtem Satteldach und hohem Sockelgeschoss, gefaste Sandsteingewände und teilweise Fachwerk im Obergeschoss, im Kern 17. Jahrhundert, verändert zweite Hälfte 19. Jahrhundert | D-6-78-168-68  | weitere Bilder   |
| Kirchweg 8 (Standort)                                                          | Pforte                             | Bezeichnet „1683“ | D-6-78-168-68  | weitere Bilder   |
| Kirchweg 8 (Standort)                                                          | Bildstock                          | Säule mit Weinranken, Aufsatz mit Kreuzigung, Spätbarock, bezeichnet „1715“ | D-6-78-168-69  | weitere Bilder   |
| Klinge; an der Straße nach Schweinfurt (Standort)                              | Bildstock                          | Dreieckiger Sockel mit Säule, Aufsatz mit Kreuzigung, Rückseite mit Inschrift, bezeichnet „1631“ | D-6-78-168-79  | weitere Bilder   |
| Nähe Pfarrer-Schmitt-Straße (Standort)                                         | Prozessionsaltar                   | Geschwungener Sockel mit Madonnenfigur auf der Weltkugel mit Engelsputten, Rokoko, 1756/57; in neuer Wegkapelle | D-6-78-168-72  | weitere Bilder   |
| Nähe Schweinfurter Straße (Standort)                                           | Bildstock                          | Kleiner Sockel mit rundem Schaft, rechteckiger Aufsatz mit Kreuzigungsrelief und Bekrönungskreuz, bezeichnet „1639“                                                                                                   | D-6-78-168-71  | weitere Bilder   |
| Niederwerrner Weg; am südöstlichen Dorfausgang Richtung Schweinfurt (Standort) | Bildstock                          | Tischsockel mit Säule, Aufsatz mit Ecce-Homo-Relief und fallendem Christus, bezeichnet „1715“ | D-6-78-168-78  | weitere Bilder   |
| Schweinfurter Straße 35 (Standort)                                             | Pfortenbekrönung                   | Mit Voluten und Relief des heiligen Georg, Sandstein, 19. Jahrhundert | D-6-78-168-70  | BW               |
| Sieben Äcker (Standort)                                                        | Bildstock                          | Würfeliger Sockel mit Säule, Aufsatz mit Reliefs der heiligen Anna Selbdritt und der Pietà, 1776 | D-6-78-168-77  | BW               |
| Steig (Standort)                                                               | Bildstock                          | Gemauerter Sockel, Säule mit Weinranken, Aufsatz mit Pietà und Kreuzigung, Spätbarock, bezeichnet „1714“ | D-6-78-168-76  | BW               |
| Steinernes Kreuz (Standort)                                                    | Steinkreuz                         | Sandstein, ein Arm abgebrochen, am Kreuzstamm oben eingemeißeltes Kreuz, 15./16. Jahrhundert | D-6-78-168-119 | BW               |
| Unteres Ried; an der Straße nach Holzhausen (Standort)                         | Bildstock                          | Sockel mit Säule, Aufsatz mit Pietà, 1630, renoviert 1714 | D-6-78-168-109 | BW               |

### Pfersdorf
| Lage                                                                    | Objekt                                          | Beschreibung | Akten-Nr.      | Bild                               |
| ----------------------------------------------------------------------- | ----------------------------------------------- | --- | -------------- | ---------------------------------- |
| Am Berg 1; an der Straße nach Holzhausen (Standort)                     | Kreuzschlepper                                  | Auf Sockel mit Säule, Rokoko, bezeichnet „1752“ | D-6-78-168-88  | Kreuzschlepper                     |
| Am Oberen Tor; am Hohlweg (Standort)                                    | Wegkreuz                                        | Kruzifix auf Inschriftensockel mit Mutter Gottes am Kreuzesfuß, bezeichnet mit „1831“                                                                  | D-6-78-168-90  | weitere Bilder                     |
| Am Pfersbach; am Ortsrand nach Holzhausen (Standort)                    | Wegkreuz                                        | Sandsteinkruzifix auf Sockel, bezeichnet „1872“; Corpus um 1960                                                                                        | D-6-78-168-94  | weitere Bilder                     |
| Bei der Quelle (Standort)                                               | Bildstock                                       | Sockel mit Säule, schmaler Aufsatz mit Kreuzigung, bezeichnet „1797“                                                                                   | D-6-78-168-91  | Bildstock                          |
| Gemeindestraße 1 (Standort)                                             | Figurengruppe der Heiligen Familie              | Mit Gottvater vor rundbogiger Nische, Sandstein, historistisch, um 1875                                                                                | D-6-78-168-80  | Figurengruppe der Heiligen Familie |
| Gemeindestraße 9 (Standort)                                             | Kruzifix                                        | Sandsteinsockel mit Kranzrelief, 19. Jahrhundert; Kreuz und Korpus um 1925                                                                             | D-6-78-168-81  | Kruzifix                           |
| Gemeindestraße 13; Gemeindestraße 13 a (Standort)                       | Hofmauer                                        | Sandsteinquader, mit stichbogigem Tor und zwei Fußgängerpforten mit Pietà und heiligem Georg, 1859                                                     | D-6-78-168-82  | Hofmauer                           |
| Hohgasse 4 (Standort)                                                   | Madonnenrelief                                  | In Anlehnung an das Altöttinger Wallfahrtsbild, um 1840                                                                                                | D-6-78-168-103 | Madonnenrelief                     |
| In der Heide; am Rannunger Weg (Standort)                               | Bildstock                                       | Sockel mit Säule, Aufsatz mit Reliefs der Heiligen Dreifaltigkeit und Heiligen, bezeichnet „1797“                                                      | D-6-78-168-93  | Bildstock                          |
| Langgasse (Standort)                                                    | Bildstock                                       | Inschriftensockel mit Vierkantschaft, Aufsatz mit Heiligen Dreifaltigkeit, bezeichnet „1820“                                                           | D-6-78-168-85  | Bildstock                          |
| Langgasse (Standort)                                                    | Prozessionsaltar                                | Mit von Säulchen gestütztem Tabernakel, mit Relief der Heiligen Familie mit Gottvater, bekrönt von Kreuzschlepper, bezeichnet „1736“                   | D-6-78-168-83  | Prozessionsaltar                   |
| Langgasse 6 (Standort)                                                  | Madonnenrelief                                  | In Anlehnung an das Altöttinger Wallfahrtsbild, Sandstein, bezeichnet „1831“                                                                           | D-6-78-168-105 | Madonnenrelief                     |
| Langgasse 16 (Standort)                                                 | Relief der Marienkrönung                        | In Arkade, 18. Jahrhundert | D-6-78-168-84  | Relief der Marienkrönung           |
| Langgasse 25 (Standort)                                                 | Bauernhof                                       | Zweigeschossiger Halbwalmdachbau, Fachwerk verputzt, frühes 19. Jahrhundert                                                                            | D-6-78-168-106 | weitere Bilder                     |
| Langgasse 25 (Standort)                                                 | Bauernhof, Nebengebäude                         | Fachwerk und Sandsteinquader, 19. Jahrhundert | D-6-78-168-106 | weitere Bilder                     |
| Langgasse 27 (Standort)                                                 | Hoftor                                          | Mit schmiedeeisernen Jugendstiltoren, um 1900 | D-6-78-168-104 | weitere Bilder                     |
| Langgasse 29 (Standort)                                                 | Katholische Pfarrkirche St. Johannes der Täufer | Chorturmkirche, Turm mittelalterlich, 1863 erhöht mit Rundbögen und Spitzhelm, Langhaus mit Satteldach und barocker Westfassade, 1749; mit Ausstattung | D-6-78-168-86  | weitere Bilder                     |
| Nähe Grünewaldstraße; im Ort (Standort)                                 | Bildstock                                       | Niedriger Sockel mit Säule, Aufsatz mit Kreuzigung, Heiliger Kilian und Heiligen an den Schmalseiten, 17. Jahrhundert                                  | D-6-78-168-89  | Bildstock                          |
| Nähe Langgasse; Nähe Hohgasse; bei der Kirche am Pfarrgarten (Standort) | Kruzifix                                        | Auf Inschriftensockel, Sandstein, bezeichnet „1846“ | D-6-78-168-87  | Kruzifix                           |
| Raiffeisenstraße; vor dem Friedhof (Standort)                           | Bildstock                                       | Sockel mit Säule, Aufsatz mit Relief der Kreuzigung, rückwärtig Inschrift, bezeichnet „1625“                                                           | D-6-78-168-95  | Bildstock                          |
| Rannunger Straße; nördlich des Ortes, im Feld (Standort)                | Feldkreuz                                       | Kruzifix auf Sandsteinsockel, neugotisch, um 1900 | D-6-78-168-92  | Feldkreuz                          |
| Wethhof 1 (Standort)                                                    | Ehemaliges Rathaus, heute Wohnhaus              | Zweigeschossiger Sandsteinquaderbau mit Staffelgiebeln und stichbogigen Fenstern, um 1860                                                              | D-6-78-168-107 | Ehemaliges Rathaus, heute Wohnhaus |

## Abgegangene Baudenkmäler nach Ortsteilen
In diesem Abschnitt sind Objekte aufgeführt, die früher einmal in der Denkmalliste eingetragen waren, jetzt aber nicht mehr existieren, z. B. weil sie abgebrochen wurden. Aktennummern in diesem Abschnitt sind ehemalige, jetzt nicht mehr gültige Aktennummern.

### Poppenhausen
| Lage              | Objekt   | Beschreibung | Akten-Nr.      | Bild |
| ----------------- | -------- | --- | -------------- | ---- |
| Hauptstraße 59 () | Wohnhaus | Ehemaliges Brauereigasthaus, zweigeschossiger Traufseitbau mit Satteldach, Obergeschoss Fachwerk, 18. Jahrhundert; abgerissen | D-6-78-168-121 |      |